# Kyst- og Fjordcentret
Kyst- og Fjordcentret ved den 30 kilometer lange Randers Fjord er et kystnatur formidlings- og besøgscenter beliggende i Voer på sydsiden af Randers Fjord 15 kilometer fra udmundingen i Kattegat og i Norddjurs Kommune. Centeret er finansieret af offentlige midler, fondsmidler og brugerbetaling. Permanente faciliteter i Grenaa, herunder Grenaa Naturskole og faciliteter i Fjellerup indgår i centret.
Institutionen råder over en række hjælpemidler og udstyr. Herunder kajakker, kanoer, motorjoller og hurtig gummibåd.
Centrets bygninger inkluderer kursus- og konferencefaciliteter med mødelokaler og forskellige typer af overnatningsmuligheder. Også primitivt omkring bål. På centret i Voer er der seks styk fire-sengs værelser. Desuden tipi-telte af typen, lauv, i forskellig størrelse med plads til fra 5 til 25 overnattende personer i hver. Foruden 6 shelters med plads til 6-7 personer per shelter.

## Satellitstationer
Om sommeren har centret satellitstationer, der er bemandet med naturformidlere. De ligger langs Djurslands nord- og østkyst, herunder i Fjellerup, Bønnerup Strand og Grenaa. For eksempel i Fjellerup kan badegæster frit og uden videre låne vaders, undervandskikkert og fiskenet. På stationen, kaldet Blå Flag Station Fjellerup, er der også saltvandsakvarier, der kan huse badegæsters aktuelle fangster af småfisk og havdyr.

## Målgrupper
De primære målgrupper er skoler, erhvervslivet (såsom teambuilding) samt almindelige besøgende. Sidstnævnte betaler entre for at komme ind på centret i Voer. På centrets hjemmeside fremgår det, at man gerne skræddersyr forløb til individuelle grupper. Centrets forløb kan strække sig over timer eller dage.

## Frivillige
Der er tilknyttet forskellige laug af frivillige til centret. En af sommer-aktiviteterne, som frivillige-lauget, Praktikerne, indgår i, er garnrøgtning på Randers Fjord fra motorjoller sammen med besøgende. I forløbene indgår fangst af fisk, typisk skrubber, og efterfølgende rensning og tilberedning af fiskene udendørs. Fx i form af rygning, hvor deltagerne efterfølgende kan spise fiskene. Om foråret er der omfattende opgang af sild i Randers Fjord forbi centret. Denne fiskeart indgår også i centrets fangst og fisketilberednings-aktiviteter sammen med besøgende.